# Sund kommune (Åland)
Sund kommune er en kommune i landskabet Åland i Finland. I 2019 havde kommunen 1.023 indbyggere og et areal på 108,2 km².
Kommunen ligger på østkysten af Fasta Åland cirka 20 km fra Mariehamn. Kommunen grænser op mod Skærgårdshavet, hvor Vårdö kommune er nærmeste nabo.

## Befæstninger
Sund kommune har en strategisk beliggenhed ved indsejlingen til Den Finske Bugt og på forbindelsen mellem Sverige og Finland. To gange er der opført borge i området. Det er Kastelholm Slot fra 1388 og Bomarsunds fästning, opført mellem 1832 og 1854.
60°13′25″N 20°10′10″Ø / 60.2236°N 20.1694°Ø